# Tranvía de Nantes
El Tranvía de Nantes (en francés: Tramway de Nantes) es un sistema de tranvía que opera en la ciudad de Nantes, en la región de Países del Loira, Francia. El primer tranvía en Nantes abrió en 1879 y cerró en 1958 debido a los daños sufridos durante los bombardeos de la Segunda Guerra Mundial. El tranvía moderno fue reintroducido en la ciudad en 1985.
Los primeros tranvías en Nantes fue destacado por su propulsión de aire comprimido, pionero de esta tecnología. En los años 80, Nantes se convirtió en la primera ciudad europea en recuperar el tranvía en su versión moderna. De esta manera se revirtió la tendencia de cierre de líneas que se había estado llevando a cabo a mediados del siglo XX, convirtiéndose en la primera de las muchas ciudades que crearon redes de tranvía desde cero, tanto en Francia como en el resto de Europa.
Actualmente, la red comprende tres líneas, con 43 kilómetros de longitud y 83 estaciones. Está operada por la Semitan (comercialmente conocida como TAN), el operador de transporte público de la Aglomeración de Nantes.

## Historia

### Tranvías de aire comprimido (1879-1917)

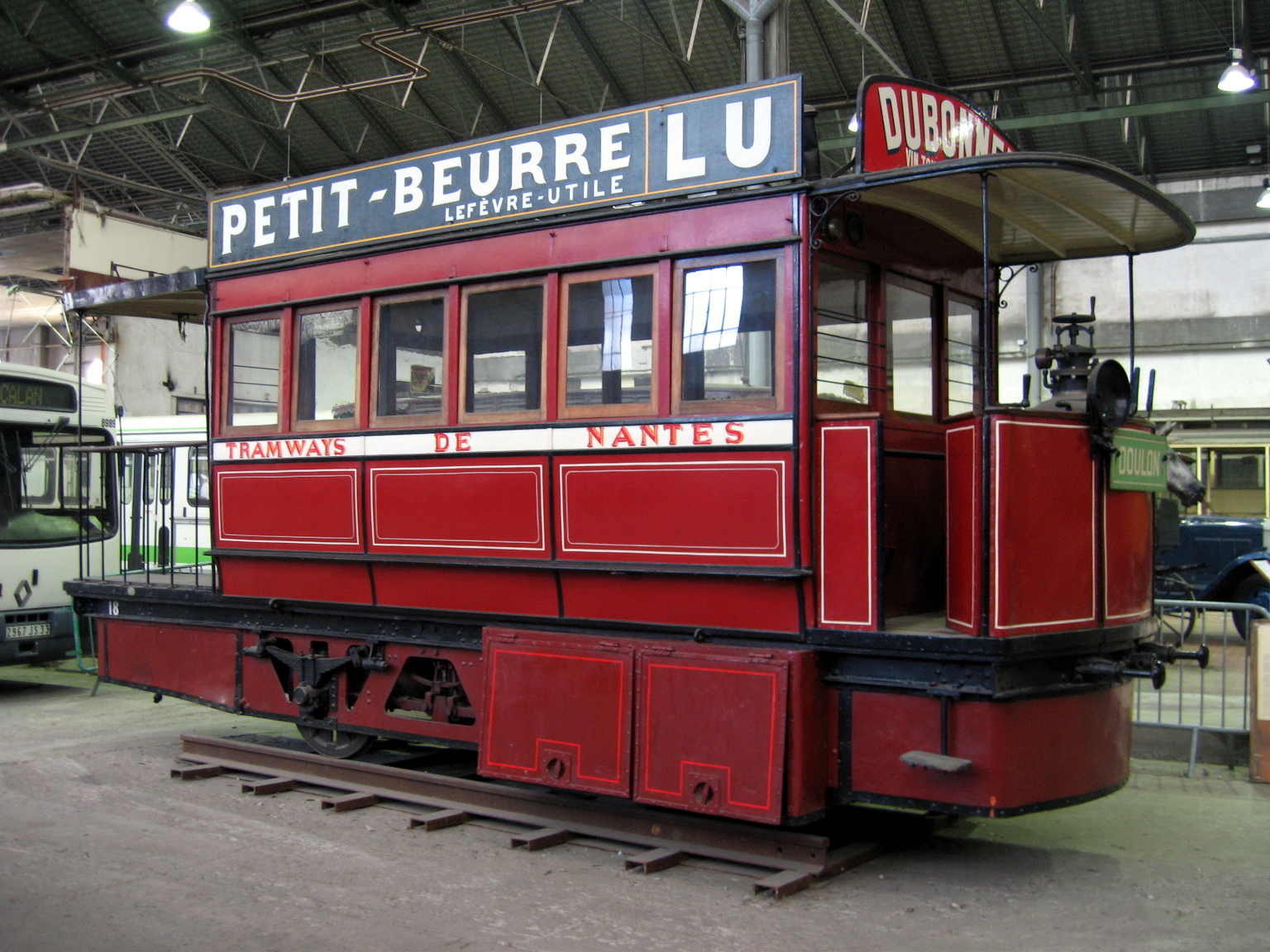
Tranvía de aire comprimido de Nantes. Restauración expuesta en el museo AMTUIR.

La historia del tranvía de Nantes comenzó el 13 de diciembre de 1879 con la apertura de la primera línea. El servicio se prestaba utilizando coches de calibre estándar propulsados mediante aire comprimido, utilizando el sistema Mekarski. Los coches acumulaban el aire comprimido en cilindros de acero y se recargaban periódicamente con aire y vapor (utilizado para calentar el aire comprimido) en un dos estaciones de recarga. Los últimos tranvías de Nantes operaban a 5.800 kPa.
La primera línea construida tenía poco más de 6 kilómetros de longitud. Recorría, de este a oeste, los muelles del río Loira. La flota inicial estaba formada por 22 tranvías, 2 locomotoras y cuatro remolques abiertos en la parte superior.
En 1888 se inauguró una segunda línea, en este caso de norte a sur. Cruzaba la línea original y el río Loira.
Futuras extensiones, junto con una tercera línea a lo largo de la orilla del río Erdre, ampliaron su longitud hasta los 39 kilómetros en el año 1910. Para entonces, la flota se había incrementado hasta los 94 tranvías, 3 locomotoras y 10 remolques abiertos. El número de pasajeros era de 12 millones cada año. Los tranvías de aire comprimido ya se veían como anticuados, y se decidió electrificar el sistema. La sustitución comenzó en 1913 y se completó en 1917, cuando circuló el último tranvía de aire comprimido.
El tranvía 22 (posteriormente renombrado como 18) data de 1879. Aún se conserva, siendo el único del mundo de su categoría. Es parte de la colección del muso AMTUIR de París, aunque estuvo en Nantes hasta 1992.

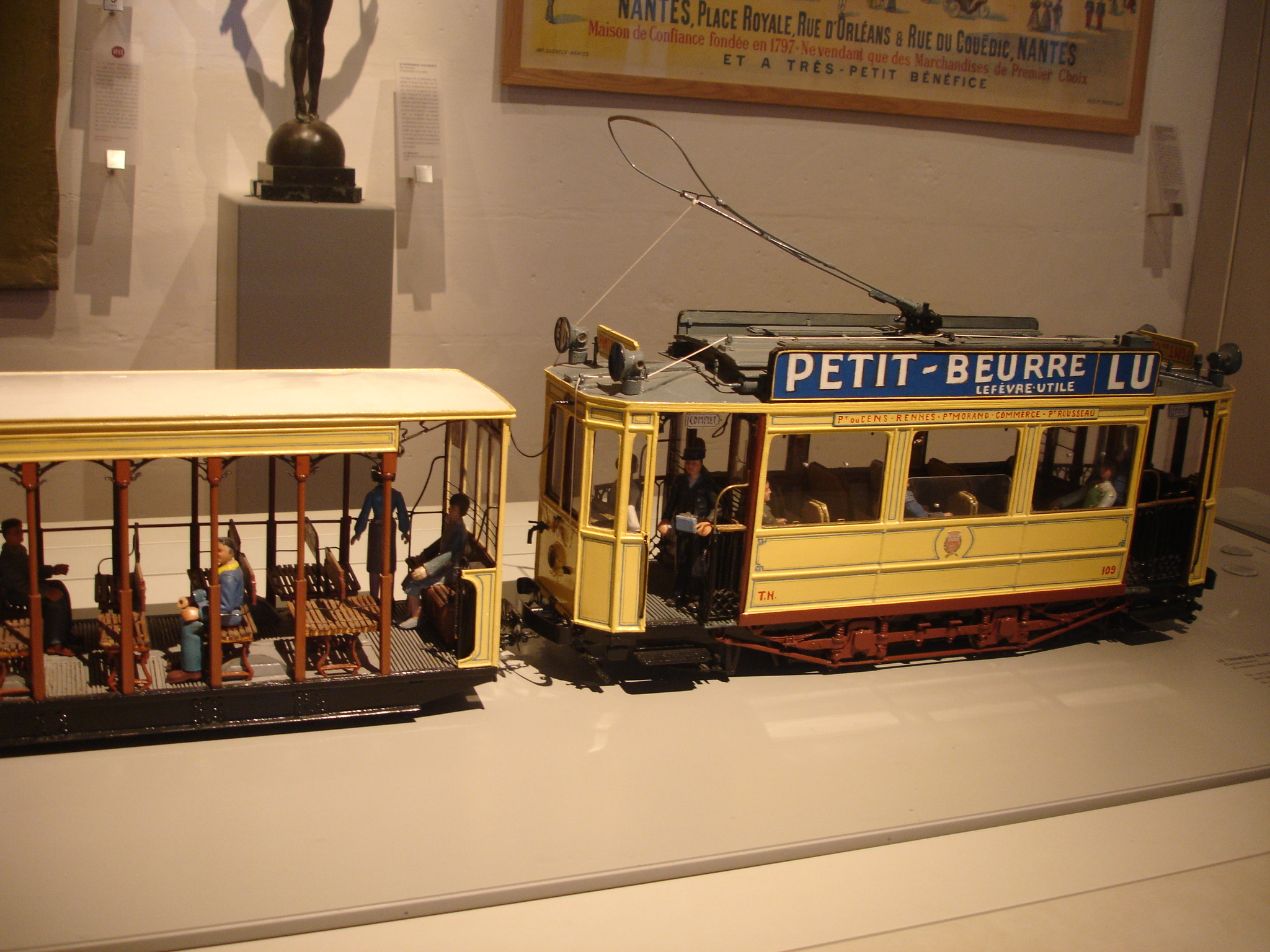
Modelo de tranvía eléctrico en el Museo de Historia de Nantes.

La intención de electrificar los tranvías fue anunciada por el alcalde, Paul Bellamy, en 1911. Pero los trabajos no comenzaron hasta poco antes del estallido de la Primera Guerra Mundial. Para 1915, 8 líneas estaban en servicio, y las labores continuaron hasta finales de 1919. La compañía estandarizó su flota de 100 tranvías, todos basados en vagones Brill.
Posteriormente se amplió la red, llegando en 1932 a las 20 líneas y 14 rutas. La red estaba estructurada alrededor de la Place du Commerce (Plaza del Comercio), que sigue siendo hoy en día el centro de la red de tranvías.
Durante la Segunda Guerra Mundial, la red fue seriamente dañada por los continuos bombardeos. En ese momento, muchas de las líneas fueron sustituidas por líneas de autobús por el elevado coste de las reparaciones. Tras la guerra, el tranvía se había convertido en un medio de transporte obsoleto, ruidoso e incómodo. En 1949 se tomó la decisión de sustituir todos los servicios de tranvía por autobuses. El último tranvía circuló en 1958. 

### Red moderna (1985-presente)

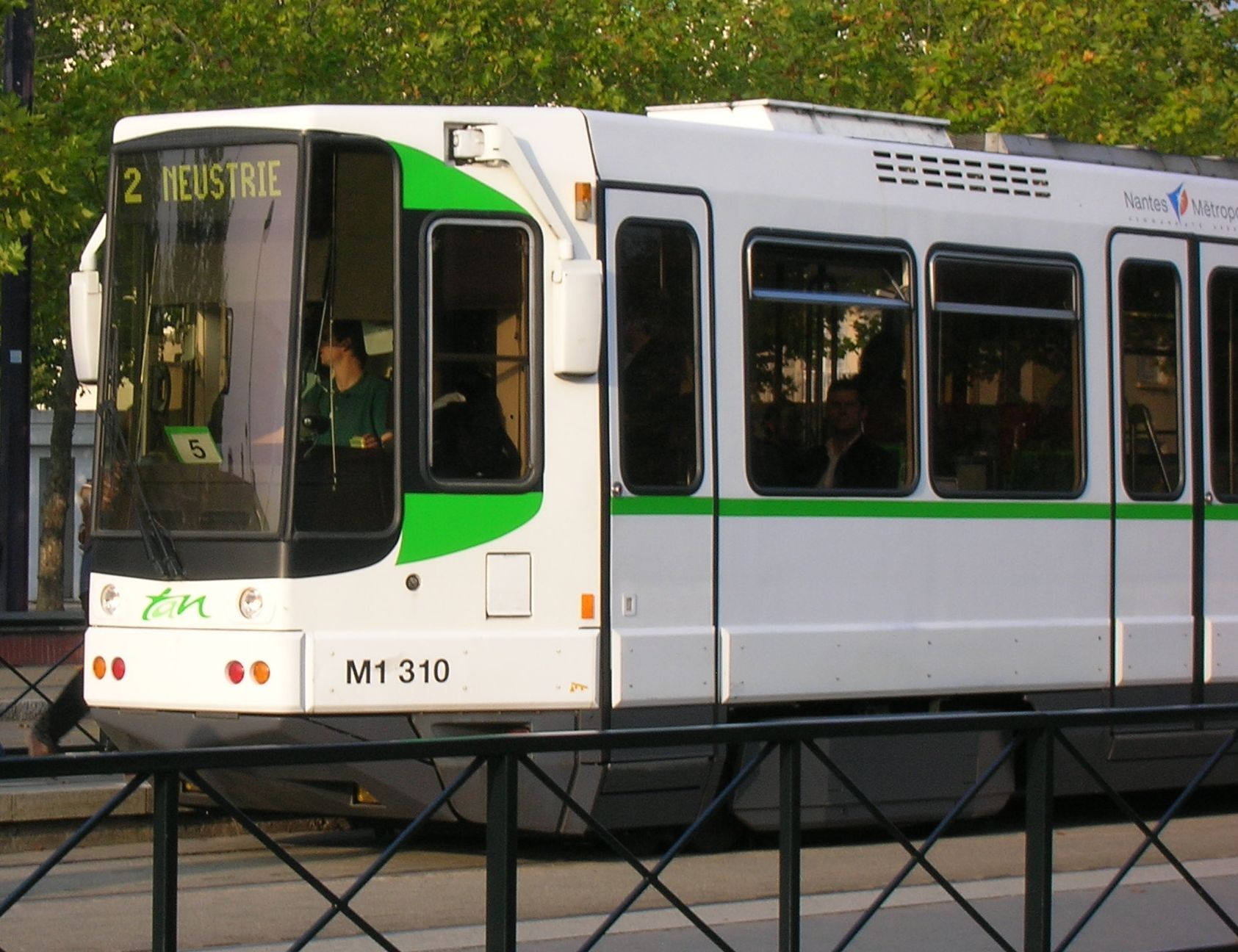
Tranvía TFS, del mismo modelo con el que se reintrodujo el sistema de tranvías.

A final de los años 70, el transporte de Nantes se había basado principalmente en el uso del automóvil. En un intento por rebajar la congestión, se propuso la construcción de autopistas a lo largo del río Erdre. Esto habría conllevado la destrucción del tejido urbano, despertando las protestas por las que el plan fue finalmente rechazado.
Se barajaron varias opciones, como una mejora de los servicios de autobús y trolebús (con capacidad limitada) o una red de metro (demasiado cara). Finalmente todas las opciones fueron descartadas y se propuso como solución recuperar los tranvías.
En este punto, la idea de construir nuevos tranvías era revolucionaria. La tendencia en todo el mundo había sido eliminar los tranvías existentes en lugar de abrir nuevas líneas. En Francia tan solo quedaban tres sistemas de tranvía relativamente pequeños (en Lille, Marsella y Saint-Étienne).

En América del Norte estaba a punto de producirse el renacer del ferrocarril ligero, con la apertura en 1981 del Edmonton Light Rail Transit, seguido ese mismo año por el Calgary C-Train y el San Diego Trolley. En Europa, sin embargo, no se habían construido nuevas redes de tranvía en muchos años.
El Ayuntantamiento de Nantes reunió un grupo de ingenieros para explorar la posibilidad de desarrollar una nueva red de tranvías. El proyecto y sus detalles económicos se concretaron el 10 de febrero de 1981. El gobierno aceptó financiar el 30% de los gastos, y la empresa Alstom fue elegida para la fabricación de veinte vehículos.
El tranvía fue finalmente inaugurado en 1985, con una única línea conectando Place du Commerce con Haluchère, en el noreste de la ciudad. Un mes después entró en servicio el tramo entre Place du Commerce y Bellevue, en el oeste. En total, una línea de 10 kilómetros de longitud y con 22 estaciones, núcleo de la actual línea 1. Resultó un auténtico éxito, con 42.000 pasajeros diarios para finales del primer año. En abril de 1989 fue extendida de Haluchère a Beaujoire, con 2.2 kilómetros adicionales y dos nuevas estaciones.
El éxito de la Línea 1 conllevó la construcción de una segunda línea, entre el norte y el sur, conectada con la ya existente en Place du Commerce. La Línea 2 fue inaugurada en septiembre de 1982 entre 50 Otages, justo en el límite norte del centro de la ciudad, y Trocadière, en el sur. Dos años más tarde se extendió hacia Orvault Grand Val, en el norte de la ciudad.
La primera sección de la actual Línea 3 se abrió en agosto de 2000. Compartía recorrido con la Línea 2 desde su final, en Hôtel Dieu hasta pasado Commerce, donde las vías se bifurcaban hacia Longchamp en el noroeste de la ciudad.
Al oeste, la Línea 1 se extendío hasta la estación de François Mitterand en agosto del 2000, añadiendo nuevas estaciones y transformando Bellevue en un nuevo nodo que dejaba las antiguas estaciones de Rommanet y Jamet fuera de servicio. Jamet reabrió varios años después como otro final de línea, mientras que de la estación de Rommanet tan solo se conservan los andenes y las vías. Finalmente fue reconstruida a unos metros.
En abril de 2004, la Línea 3 fue ampliada desde Longchamp a Sillon de Bretagne. En agosto de 2005, la Línea 2 se amplió en 2.2 km, añadiendo tres nuevas estaciones entre Trocadière y Neustrie. En septiembre de 2007, se abrió un pequeño tramo que cambiaba el final de línea a Pont Rousseau. En compensación, la Línea 3 se extendió de Hotel Dieu a Neustrie. 
En 2009, la línea 3 se extendió 600 metros desde Sillon de Bretagne al ya existente depósito de autobuses de Marcel Paul, que se reformó para albergar también tranvías. El final de línea se llevó a la nueva estación de Marcel Paul, cerca del depósito. En octubre de 2018, una nueva rama de 800 metros se creó en la zona este de la Línea 1, con final en Ranzay, como parte de la primera fase de la conexión entre las líneas 1 y 2. Ese mismo día, se licitó el primero de los nuevos 12 nuevos tranvías Urbos.

## Líneas
La red cuenta actualmente con 44 kilómetros de recorrido y 83 estaciones. En 2011, los datos indican que se realizan 266.300 desplazamientos al día y 66.500.000 viajes al año. 

### Línea 1 (François Mitterand / Jamet - Ranzay / Beaujoire)

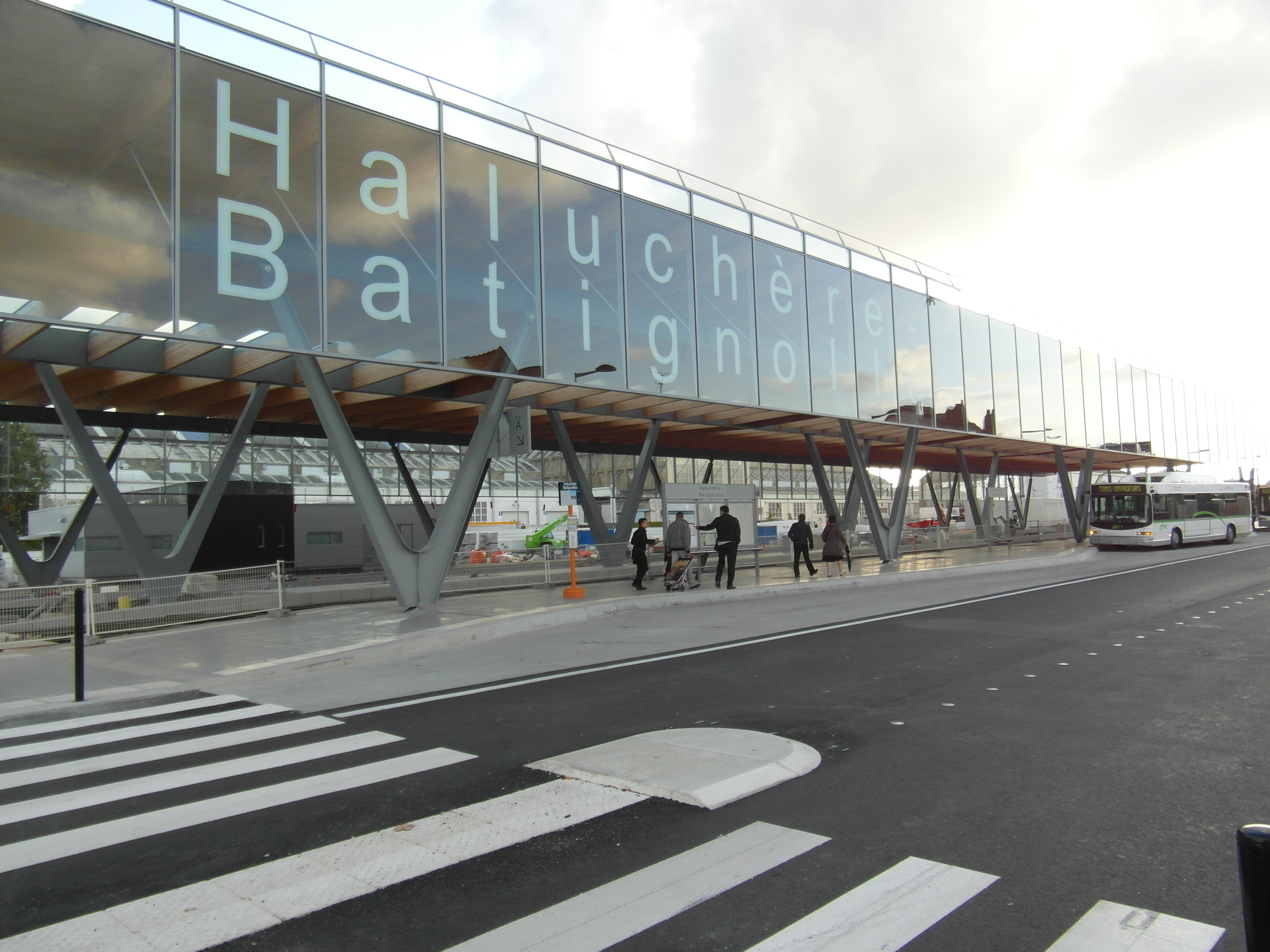
Estación de Haluchère-Batignolles de la Línea 1

La Línea 1 fue la primera en abrir en 1985. Originalmente entre Bellevue (hoy Mendes France Bellevue) y Haluchère (hoy Halluchère-Batignolles), fue completamente construida sobre vías reservadas (y no compartidas con el tráfico rodado). Este tramo se realizó siguiendo una antigua línea de tranvía. La Línea 1 presta servicio al Estadio de la Beaujoire y el Parque de Exposiciones de la Beajoire (el centro de exhibiciones más grande de la ciudad); la Estación de Nantes, la biblioteca pública más importante de la ciudad; el centro comercial más grande de la Ciudad, Atlantis; y la sala de exhibiciones Zenith, en el suburbio de Saint-Herblain.
La línea se desdobla en dos servicios simultáneos, uno entre Beaujoire y François Mitterand y otro entre Ranzay y Jamet. Con 28.7 millones de pasajeros en 2011, la Línea 1 es la más utilizada de la red y presta servicio a los principales puntos de la ciudad. También es una de las líneas más utilizadas tanto en Francia como en toda Europa. La Línea 1 es bastante propensa a las saturaciones durante todo el año, especialmente en hora punta y en los fines de semana.

### Línea 2 (Gare de Pont Rousseau - Orvault Grand Val)
La Línea 2 transportó 19.1 millones de pasajeros en 2011, siendo la segunda más utilizada de la red de Nantes y una de las de mayor actividad de Francia. Al igual que la Línea 1, durante la hora punta suele saturarse al prestar servicio al campus de la Universidad de Nantes en Petit Port; al igual que el hipódromo y las instalaciones deportitvas; y el Centro Hospitalario Universitario de Nantes (el principal hospital de la ciudad).
En septiembre de 2007 cambió su trayecto en la parte sur para dar parte de sus vías a la Línea 3 y mover su final de trayecto hacia el oeste. Desde entonces se localiza junto a la Estación de Pont Rousseau, en Rezé.

### Line 3 (Neustrie - Marcel Paul)

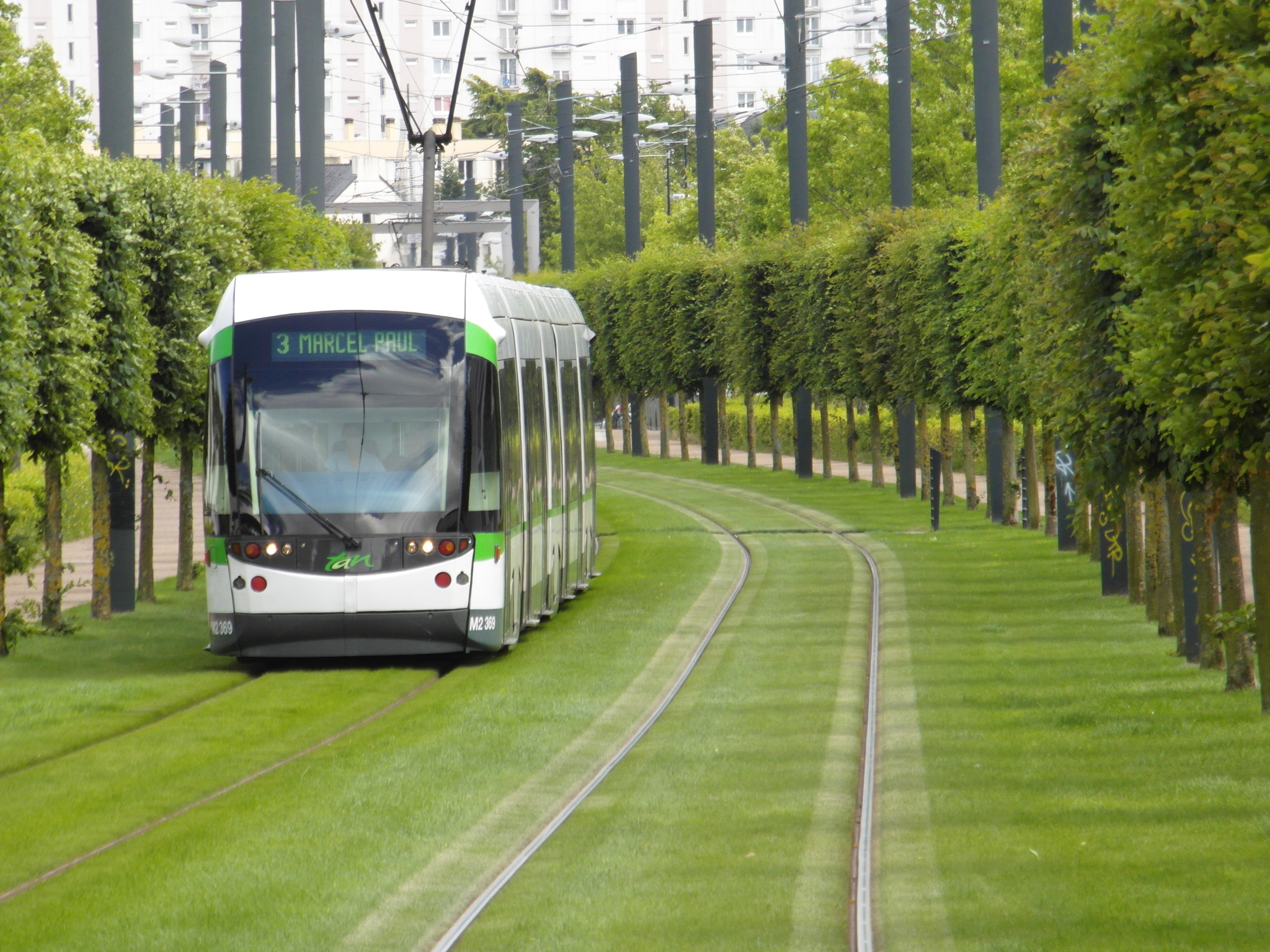
Espacios verdes a lo largo de las vías de la Línea 3

La Línea 3 comenzó a operar en agosto de 2000, y fue ampliada en 2007. Comparte vías en la parte sur con la Línea 2, hacia su final de trayecto en Neustrie (nodo importante, cercano al Aeropuerto de Nantes Atlantique y las instalaciones de Airbus. 
Un autobús une la corta distancia entre el aeropuerto y la estación de Neustrie, siendo una alternativa a la "Navette Aéroport", la lanzadera que conecta el centro de la ciudad con el aeródromo nantés.
En 2011 se realizaron 18.7 millones de viajes en la Línea 3, convirtiéndola en la tercera más utilizada de la red TAN. Presta servicio, como al igual que la Línea 2, al CHU Nantes a través de la estación de Hôtel Dieu. También, la Torre Bretaña y la Route de Vannes (un súpercentro de compras que se localiza a lo largo de varios kilómetros, con un centro comercial y un hipermercado.

### Ampliación de la red
La red de transporte será ampliada notablemente para el año 2026. El objetivo principal es que los pasajeros no tengan que pasar necesariamente por Commerce en sus movimientos por la ciudad. Para conseguirlo, está prevista la creación de tres nuevas líneas de tranvía, y la reorganización y ampliación de las ya existentes. Los tranvías más antiguos, los TFS-1, serán sustituidos por otros más nuevos y más largos. En lugar de 40 metros, los nuevos vehículos medirán 45 metros y serán 100% accesibles y podrán transportar hasta 350 pasajeros.
Hay que aclarar que las nuevas líneas operarán bajo los nombres de Línea 6, Línea 7 y Línea 8. La razón es que la actual Línea 4 funciona bajo el sistema Busway (autobuses de gran capacidad con priorización semafórica). La L4 pasa en otoño de 2019 a prestar servicio con los nuevos eBusway (de tipo eléctrico) y se amplía, mientras que los vehículos Busway actuales pasarán a prestar servicio en la nueva Línea 5, sustituyendo la actual C5.

- Línea 6: Babinière (La Chapelle) - Chantiers Navals - Basse Île (Rezé)
- Línea 7: François Mitterand - Chantiers Navals - Basse Île (Rezé)
- Línea 8: Beaulieu - Basse Île (Rezé).

Se estudia la posible ampliación, cambiando las cabeceras de Basse Île al futuro barrio de Pirmil-Les-Isles; así como la extensión de la L7 más allá de François Mitterand, y la L8 hasta el Boulevard de Doulon.
La flota está compuesta de 91 tranvías. Los modelos TFS-1 de la francesa Alstom y los Adtranz Incentro alemanes circulan en las tres líneas. En 2011, Nantes encargó otros ocho tranvías, en este caso de tipo Urbos a la empresa española CAF.

### Alstom TFS-1

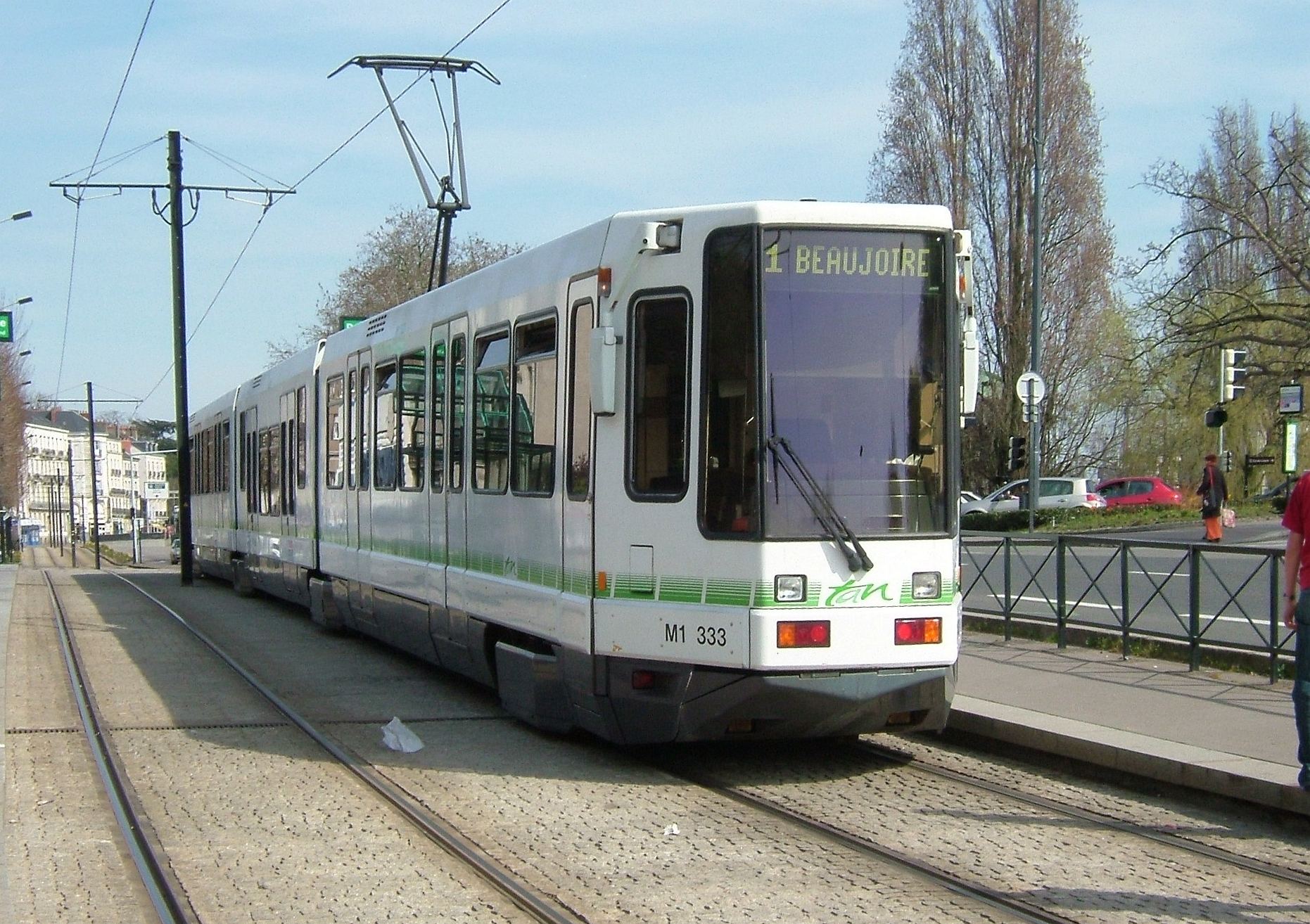
Coches TFS-1. En ambos extremos, el nivel del suelo y las puertas se encuentran elevadas. En el coche del centro, se encuentran en una zona más baja para permitir el acceso a las personas con movilidad reducida. La reforma se realizó de manera posterior.

La Línea 1 se inauguró con 20 tranvías tipo TFS-1 utilizando una variante del diseño de Alstom. TFS significa Tramway Français Stadard, o "tranvía francés estándar", ya que la idea fue que se convirtiera en el estándar para los siguientes sistemas de tranvía. Sin embargo, el diseño fue revisado para el Tranvía de Grenoble, el segundo en abrir, utilizando la variante TFS-2 con suelo bajo.
Los TFS-1 poseen dos máquinas y coches de 6 ejes y articulación única y escalón en las puertas para poder montar. Todos los tranvías construidos desde entonces han incluido la sección de nivel bajo, y por lo tanto, convirtiéndose en doblemente articulados, con 8 ejes, y una longitud de 38 metros. Nantes posteriormente compró tranvías TFS-1 de ocho ejes. Actualmente posee 46 de estos tranvías construidos en cuatro lotes entre 1985 y 1994.

Características:
- Número de tranvías: 46
- Longitud: 39.15 metros
- Ancho: 2.30 metros
- Altura: 3.25 metros
- Peso: 51.96 toneladas
- Capacidad: 353 (58 sentadas y 285 de pie)
- Bogies: 4
- Acceso: 2x6 puertas correderas dobles y 2x1 puertas correderas únicas
- Aire acondicionado: no

### Adtranz Incentro

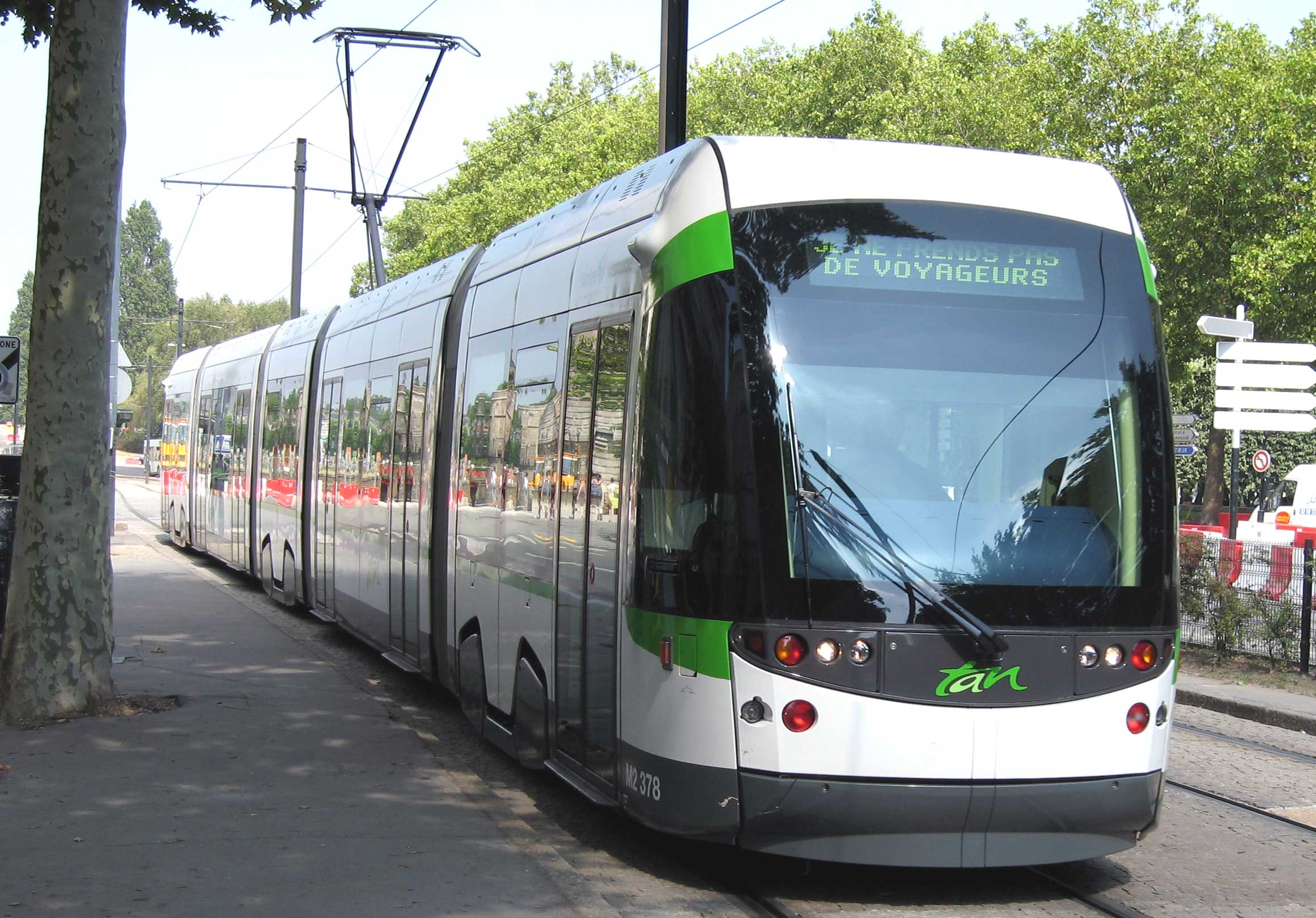
Tranvía Incentro, con plataforma baja en todo el vehículo.

A diferencia de otros tranvías franceses, Nantes decidió no utilizar el sucesor al TFS de Alstom, el Citadis. En su lugar, Nantes se convirtió en 1997 en la primera ciudad francesa en encargar vehículos Incentro al fabricante alemán Adtranz (ahora Bombardier Transportation). Este  diseño modular está formado por cabinas, secciones alientadas y suspendidas y 100% a nivel del suelo. Los tranvías fabricados para Nantes tienen aire acondicionado, cabinas en ambos lados y cinco secciones, con una longitud de 36.4 metros. Nantes tiene 33 de estos tranvías, que son similares a los AT6/5 del Nottingham Express Transit.
Características:
- Número de tranvías: 33
- Longitud: 36.42 metros
- Ancho: 2.40 metros
- Altura: 3.28 metros
- Peso: 38.7 toneladas
- Altura del suelo: 35 centímetros
- Máxima velocidad: 80 km/h
- Capacidad 322 pasajeros (72 sentados, 250 de pie)
- Bogies: 3
- Diámetro de las ruedas: 660 milímetros
- Acceso: 2x6 puertas correderas dobles
- Aire acondicionado: sí

### CAF Urbos 3

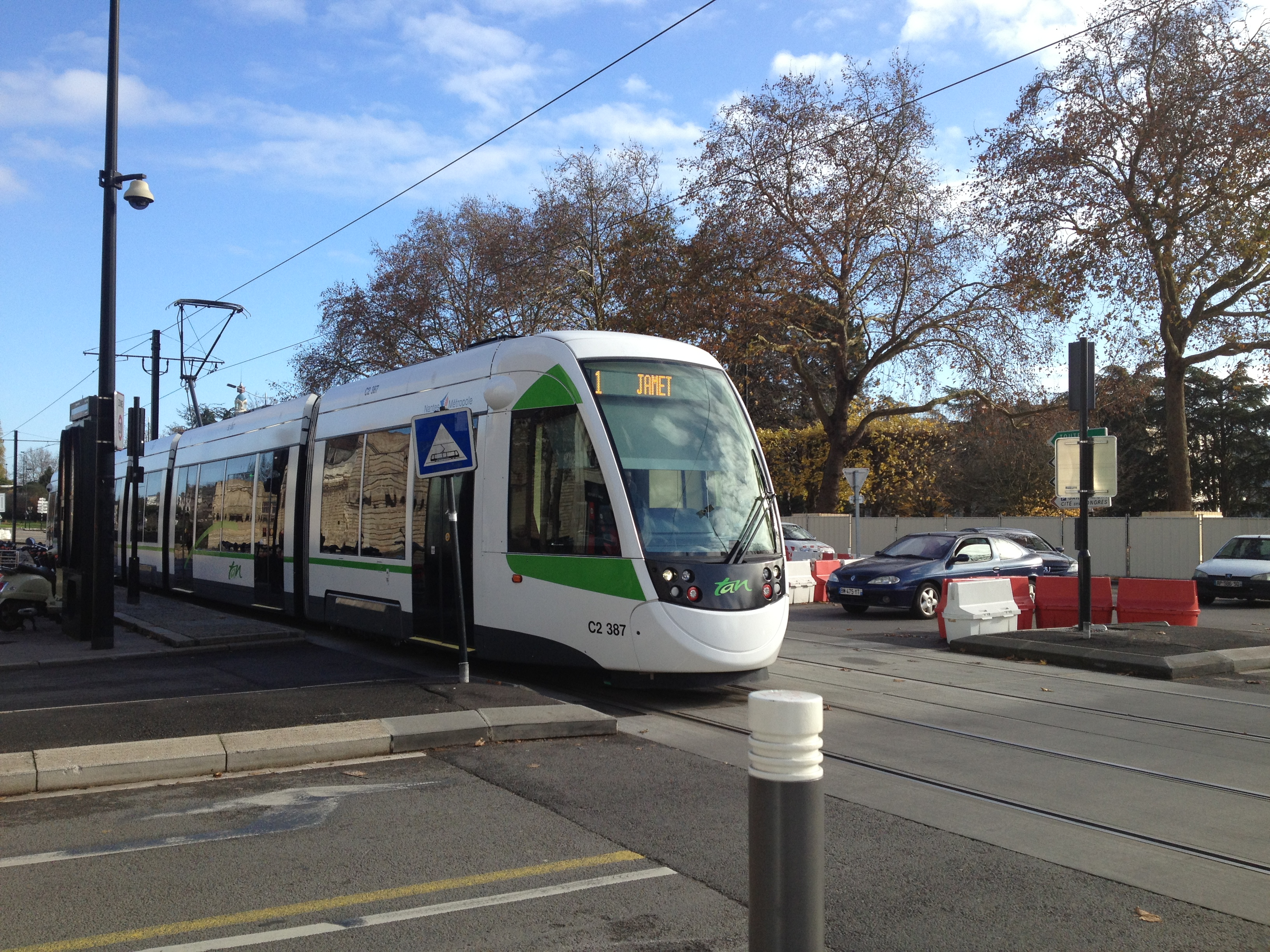
Tranvía CAF Urbos 3 lde suelo bajo.

En 2010, la metrópolis de Nantes seleccionó el Urbos 3 de la española Construcciones y Auxiliar de Ferrocarriles (CAF) para intentar aliviar los abarrotados tranvías y asegurar la operación comercial de la conexión mediante ampliación de las líneas 1 y 2. El encargo comprendió ocho tranvías con un coste de 22 millones de euros, junto a la opción de cuatro tranvías adicionales por un coste total de 10 millones más. El Urbos 3 es estéticamente y técnicamente muy similar a los Incentro, y también tiene todo el suelo bajo y está equipado con aire acondicionado. Los Urbos 3 comenzaron a rodar en otoño de 2012.
Características:
- Número de tranvías: 8+4
- Longitud: 37 metros
- Capacidad 249 personas
- Acceso: 2x6 puertas correderas dobles
- Aire acondicionado: sí

## Explotación
La red está operada por la Semitan, conocida comercialmente como TAN, una empresa de titularidad mixta encargada de todo el transporte público de la Aglomeración de Nantes. La metrópolis de Nantes posee un 65% de su accionariado.
El grupo de transporte Transdev tiene una pequeña parte de las acciones de la Semitan, y también está involucrado en la operación de otros sistemas de tranvía, como los de Grenoble, Montpellier, Estrasburgo y Nottingham. Esto permite cierto grado de intercambio de información y asistencia entre estos sistemas. Por ejemplo, los conductores de tranvía de Montpellier fueron formados en Nantes.

### Equipamiento de las estaciones

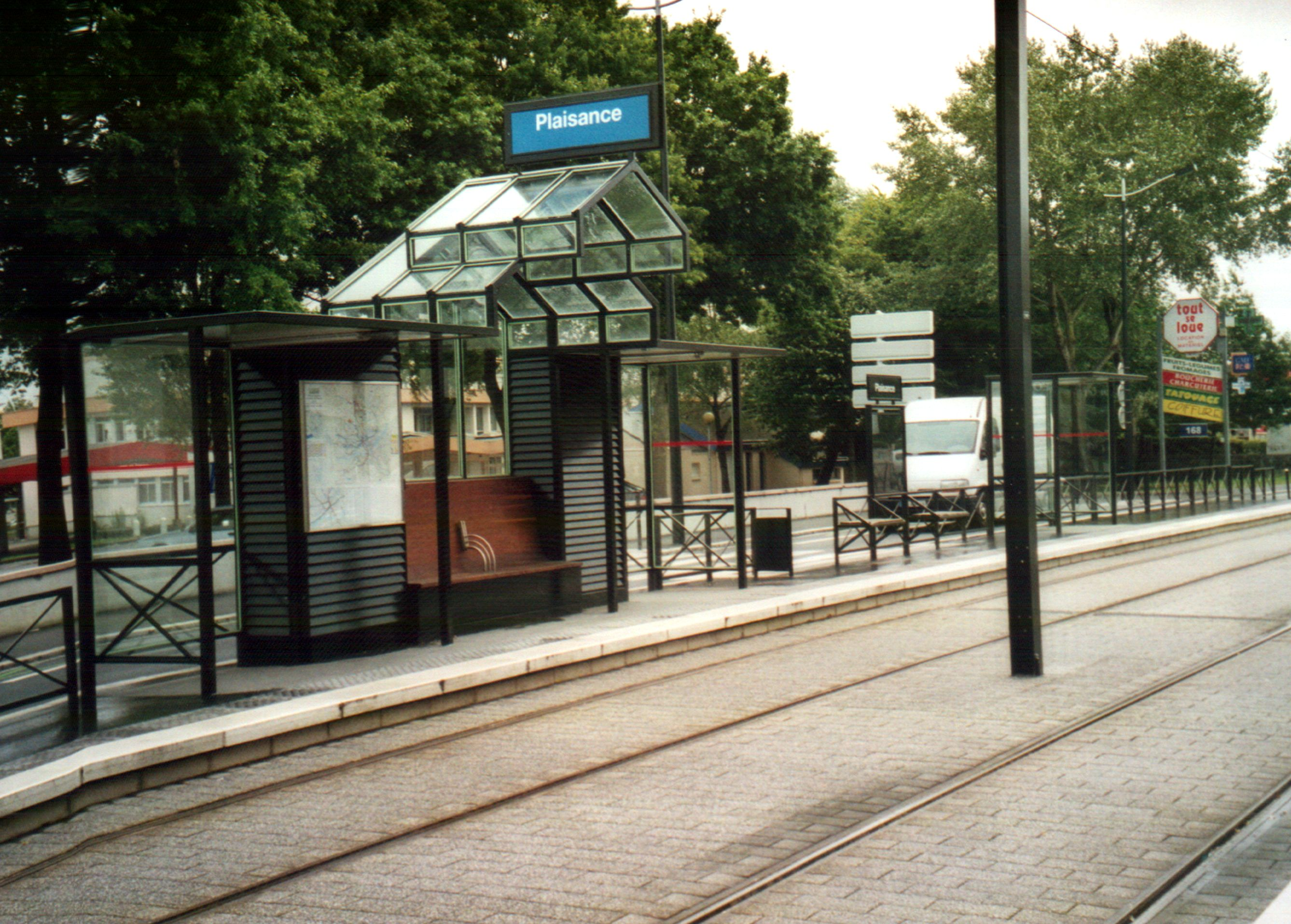
Marquesina en una estación de la Línea 3.

Todas las estaciones tienen pantallas en las que se muestra a los pasajeros el tiempo estimado en el que pasará, así como relojes de agujas, altavoces (solo usados para anuncios importantes), máquinas de tickets, asientos y una marquesina. Algunas de las estaciones más grandes tienen oficinas con personal y están conectadas con otros tipos de transporte como los autobuses de Nantes o los autobuses Lila.
Algunas de las marquesinas clásicas (como la de la foto) han sido sustituidas en 2019 por otras más modernas y con los colores corporativos de la TAN (blanco y verde).

### Horario y fechas de funcionamiento
Los tranvías de Nantes no funcionan durante las 24 horas del día. El servicio se presta de 4 de la madrugada a 1 de la madrugada entre semana y los domingos. Los sábados, circulan de 4 de la madrugada a 3 de la madrugada. De manera ocasional pueden producirse retrasos o cortes, principalmente por manifestaciones y incidentes menores.
Los trabajos de mantenimiento se realizan siempre en verano, en lo que se conoce como Los grandes trabajos de verano.
Los tranvías circulan todos los días del año mediante un código de colores que indica el nivel de funcionamiento y frecuencia de paso de los vehículos; excepto el Primero de Mayo, en el que no circula ningún tranvía.

## Tarifas
La TAN utiliza aún tickets de papel, a pesar de que las tarjetas contactless y los teléfonos móviles están comenzando a sustituirlos. No existen zonas de tarificación en la Aglomeración de Nantes y los tickets permiten cambiar entre tranvías, Busway (autobuses de alta capacidad), autobuses, Navibus (lanchas fluviales) y los trenes de cercanías dentro de la metrópolis de Nantes. Los tickets deben ser validados dentro de los tranvías al montar.

### Billetes sencillos y billetes diarios
La Semitan ofrece billetes sencillos válidos durante una hora y billetes diarios válidos durante 24 horas.
- Ticket 1 hora (1.70€)
- Ticket 1 hora de vendido a bordo del autobús (2.00€)
- 10 tickets de 1 hora (15.60€)
- Ticket lanzadera aeropuerto (9€)
- Ticket sábado / 7 personas (4€)
- Ticket de grupo escolar (9.50€)

- Ticket 24 horas (5.80€)
- Ticket 24 horas / 4 personas (10€)

La Semitan también comercializa tickets Lila y Métrocéane.

Lila (autobuses del departamento Loira-Atlántico): billete sencillo (ticket unité Lila) válido durante dos horas en la red Lila y una hora en las redes TAN y STRAN (autobuses de Saint-Nazaire); o bono de 10 viajes en las mismas condiciones.

La fórmula Sur Mesure (a medida, y con pago a final de mes) se comercializa con billetes de 1h (mediante tarjeta Libertan) con precio estándar de 1.51€ y reducido a 0.95€

### Abonos
La Semitan dispone de una amplia variedad de abonos para diferentes categorías en función de su edad y su situación laboral. El transporte es gratuito para las personas con bajos ingresos. También vende abonos mensuales, trimestrales y anuales de Lila, Métrocéane y Pratik+.

Fórmula ilimitada anual (mediante tarjeta Libertan):
- Menores de 12 años: 153€
- Menores de 18 años: 263€
- Menores de 26 años: 280€
- Mayores de 26 años: 616€
- Mayores de 60 años: 340€

Abono mensual:
- Menores de 12 años: 18€
- Menores de 18 años: 31€
- Menores de 26 años: 41€
- Mayores de 26 años: 69€
- Mayores de 60 años: 37€

## Tráfico
En 2018, la TAN contabilizó 143,8 millones de viajes, de los cuales 73.9 se realizaron dentro de la red de tranvías. La Línea 1 fue la más usada, con 127.600 viajeros; seguido de la Línea 2, con 94.100 viajeros; y la Línea 3, con 80.900 viajeros diarios.
En total, durante 2018, los tranvías de Nantes recorrieron una distancia de 5.4 millones de kilómetros, más de trece veces la distancia entre la Tierra y la Luna. 